# Northam Shire
Koordinaten: 31° 39′ S, 116° 40′ O

Das Shire of Northam ist ein lokales Verwaltungsgebiet (LGA) im australischen Bundesstaat Western Australia. Das Gebiet ist 1432 km² groß und hat etwa 11.000 Einwohner (2016).
Northam liegt im Westen des Staats etwa 85 Kilometer östlich der Hauptstadt Perth. Der Sitz des Shire Councils befindet sich in der Stadt Northam, wo etwa 6600 Einwohner leben (2016).

## Verwaltung
Der Northam Council hat zehn Mitglieder. Die Councillor werden von den Bewohnern der vier Wards (fünf aus dem Town Ward, je zwei aus dem Central und West und einer aus dem East Ward) gewählt. Aus dem Kreis der Councillor rekrutiert sich auch der Ratsvorsitzende und Shire President.